# Ank Reinders
Anna Christina (Ank) Reinders (Den Haag, 13 november 1931 – Leiden, 4 juli 2024) was een Nederlandse sopraan gespecialiseerd in oratoria en liederen. Ze was ook zangpedagoog.

## Jeugd
Ze was een dochter van Diederich (Dick) Reinders, topfunctionaris Borsumij en verpleegster Theodora Christina (Do) van der Kallen uit Nederlands-Indië. Haar ouders scheidden al snel en moeder en enig kind remigreerden. Haar moeder bestierde er een kleinschalig bejaardentehuis in Lawang. Moeder en dochter werden geïnterneerd in jappenkampen Solo in Soerakarta en Muntilan in Muntilan. Na de Japanse capitulatie volgde zeer snel repatriëring via het Wilhelminakamp te Singapore naar Den Haag, waar ze deels werd grootgebracht door oudtante Arnolda.

## Loopbaan
In eerste instantie zag het er niet naar uit dat ze in de muziekwereld zou belanden, alhoewel ze al vroeg pianoles kreeg toen ze met haar moeder op Java woonde. Eenmaal het gymnasium in Den Haag afgerond (ze deed er vier jaar over), ging ze Franse taal en letterkunde studeren aan Rijksuniversiteit Leiden. Op het gymnasium en de universiteit zong ze in school- en universiteitskoor. Dat resulteerde in zang onder leiding van Felix de Nobel en Jaap Stotijn. Wellicht onder hun invloed beëindigde zij haar studie Frans en begon een zangopleiding aan het Haags Conservatorium. In aanvulling daarop volgde ze aan het Mozarteum masterclasses van Elisabeth Höngen en Ferdinand Grossmann.
Ze nam in de jaren vijftig niet onverdienstelijk deel aan zangconcoursen, maar een eerste prijs was niet voor haar weggelegd. Wel viel ze in die periode in als remplaçant voor zieke solisten in opera’s. In maart 1959 verbond ze zich aan de Wiener Kammeroper. In 1968 was ze een van de oprichters van het Nederland Vokalisten Ensemble onder leiding van Cris Verhoog. Het gezelschap specialiseerde zich in juist oude (polyfonie) en nieuwe muziek (van na 1900), maar viel een aantal jaren later uit elkaar. Ze trok succesvol door Europa en de Verenigde Staten. Met name haar liederenrecitals vielen op, mede doordat ze oog en stem had voor Nederlands repertoire van bijvoorbeeld Léon Orthel, die voor haar Drie liederen voor sopraan en piano op teksten van Rainer Maria Rilke (opus 55) componeerde. Hij herhaalde dat met zijn Une martuyre pour voix haute et orchestre (opus 71) en Deux mélodies pour voix et piano (opus 72), beide op teksten van Charles Baudelaire).
Onder haar begeleiders bevonden zich Géza Frid, Wim Serlie, Tan Crone, Geoffrey Parsons, Ton Hartzuiker en Paul Niessing. Vanaf 1974 begon dan ook een lange loopbaan binnen de zangeducatie, beginnend met workshops aan universiteiten. De nadruk van haar pedagogiek lag in de medische achtergrond van het zingen. Ze verbond zich eerst aan het Hoger Instituut voor Dramatische Kunsten overgaand in Studio Herman Teirlinck. Daarna in 1982 verbond ze zich aan het Conservatorium van Twente te Enschede, waar ze meer dan tien jaar les zou geven. In diezelfde periode (1975-1985) was ze examinator bij staatsexamens zang. Ze gaf ook een aantal workshops les aan de Hochschule für Musik „Hanns Eisler“ Berlijn in Berlijn in de periode dat de Berlijnse Muur werd doorbroken.
Na die periode schreef ze enkele boeken:
- 1993: Uitgeverij Bosch en Keuning: Atlas van de zangkunst, samen met Harm Schutte; het boek beleefde meerdere drukken
- 1997: Cantica Latina (vertaalde teksten uit de katholieke liturgie)
- 2010: Uitgeverij Aspekt: Nannerl Mozart, de zus van een genie
- 2012: Uitgeverij Eburon: Castraten; hun oorsprong, glorie en ondergang, een boek dat een Duitse vertaling kreeg.

Voor haar betekenis binnen de zangwereld werd ze in 1981 benoemd tot ridder in de Orde van Oranje-Nassau, maar in 1983 beëindigde zij haar actieve zangloopbaan. Ank Reinders was getrouwd met architect Cor Westerduin (1928–2010). Ze overleed in 2024 op 92-jarige leeftijd.